# Astacilla tayronae
Astacilla tayronae is een pissebed uit de familie Arcturidae. De wetenschappelijke naam van de soort is voor het eerst geldig gepubliceerd in 1993 door Müller.